# Careta antigàs PMK

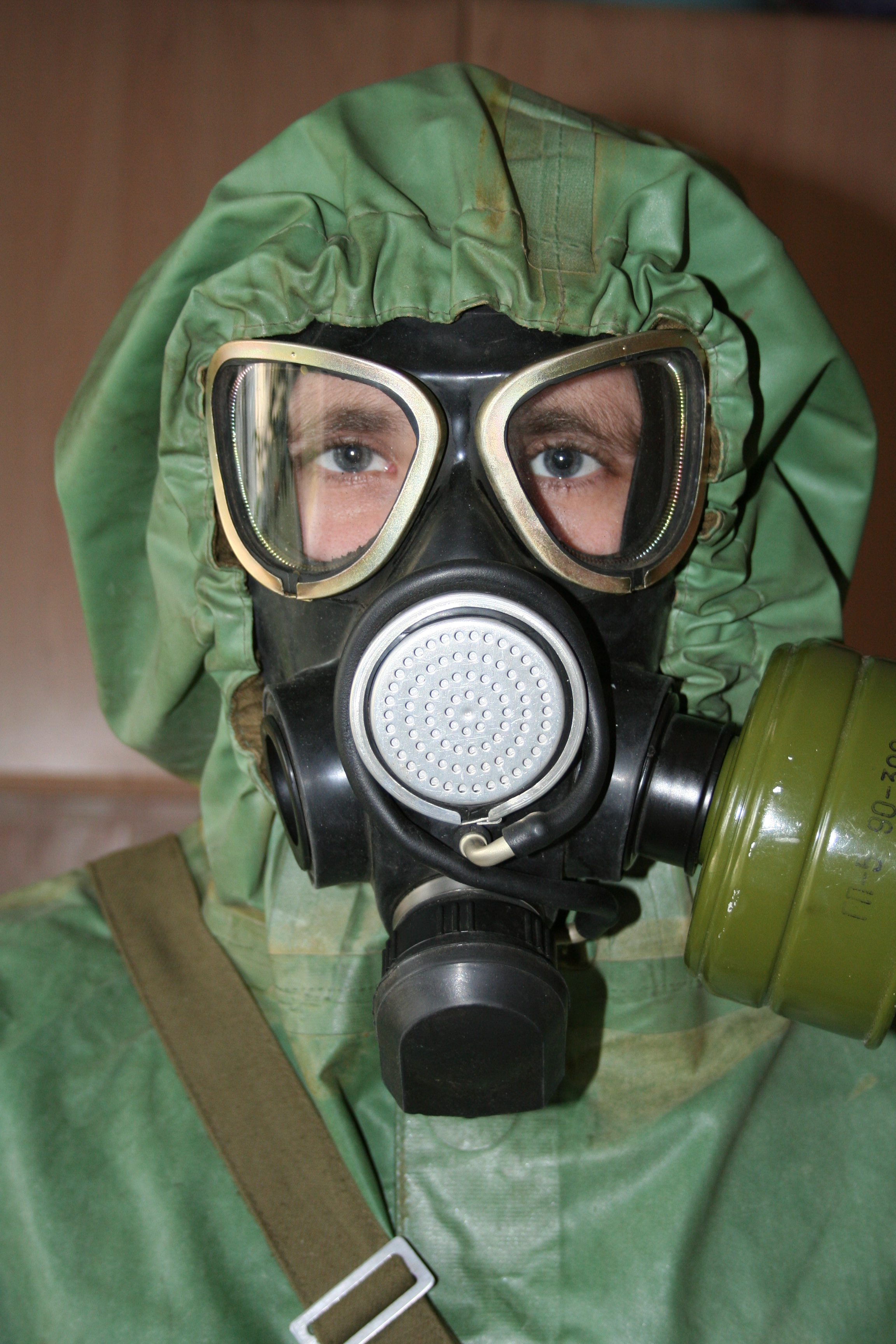

La careta antigàs PMK representa una família de caretes antigàs utilitzades per la Unió Soviètica, i més tard, per les forces de la Federació Russa. Pot ser distingida del seu equivalent civil, la GP-7, perquè està envoltat per unes lents triangulars, i la GP-7 té les lents rodones.

## Filtre
El filtre original de les PMK està compost per un filtre en la part esquerra de la careta. El mateix filtre pot ser muntat als 2 costats de les PMK-2 i en els models posteriors. Té el mateix filtre que la careta GP5, un filtre de 40 mil·límetres, que et protegeix durant 24 hores de llocs afectats per residus biològics, químics i radioactius. El filtre només té alguna petita diferència del de la careta GP5.

## Sistema per beure
La careta PMK té un sistema amb un tub per a beure, cosa que fa que el soldat que la porti es pugui hidratar mentre la porta i sense haver de treure's la careta i arriscar la vida. El sistema consisteix en un tub especial que només deixa que passi l'aigua a l'interior de la careta.

## Versions civils
Les versions antigues de les caretes PMK es poden comprar en llocs web com Ebay.